# Calcio Montebelluna 1982-1983
Questa voce raccoglie le informazioni riguardanti il Calcio Montebelluna nelle competizioni ufficiali della stagione 1982-1983.

## Rosa
| N. |                   | Ruolo | Calciatore           |
| -- | ----------------- | ----- | -------------------- |
|    | Italia (bandiera) | D     | Giuliano Alessio     |
|    | Italia (bandiera) | C     | Gianni Biancuzzi     |
|    | Italia (bandiera) | P     | Vinicio Bisioli      |
|    | Italia (bandiera) | A     | Giuliano Bocchio     |
|    | Italia (bandiera) | C     | Luca Bressan         |
|    | Italia (bandiera) | C     | Stefano Brotto       |
|    | Italia (bandiera) | C     | Antonio Brunetta     |
|    | Italia (bandiera) | D     | Franco Calzamatta    |
|    | Italia (bandiera) | D     | Stefano Caverzan     |
|    | Italia (bandiera) | D     | Rodolfo Cimenti      |
|    | Italia (bandiera) | C     | Ferdinando Fornasier |

| N. |                   | Ruolo | Calciatore        |
| -- | ----------------- | ----- | ----------------- |
|    | Italia (bandiera) | C     | Walter Franzot    |
|    | Italia (bandiera) | C     | Roberto Merlo     |
|    | Italia (bandiera) | C     | Daniele Pasa      |
|    | Italia (bandiera) | A     | Luca Pattaro      |
|    | Italia (bandiera) | D     | Maurizio Penello  |
|    | Italia (bandiera) | A     | Luca Rossetto     |
|    | Italia (bandiera) | C     | Roberto Sartori   |
|    | Italia (bandiera) | C     | Antonio Tessariol |
|    | Italia (bandiera) | D     | Paolo Tocchetto   |
|    | Italia (bandiera) | A     | Massimo Veschetti |
|    | Italia (bandiera) | C     | Roberto Venturato |